# Battaglia della Collina 3234
La battaglia della Collina 3234 (nell'ambito dell'Operazione Magistral) ebbe luogo nella provincia di Paktia tra il 7 e l'8 gennaio 1988 durante l'invasione sovietica dell'Afghanistan, ad opera della 9ª Compagnia appartenente al 345º Reggimento Guardie Indipendenti Aviotrasportate. Due dei soldati caduti, il sergente Vjačeslav Aleksandrovič Aleksandrov e il soldato Andrej Aleksandrovič Mel'nikov, sono stati decorati con l'onorificenza di Eroe dell'Unione Sovietica. In seguito, tutti i paracadutisti della compagnia, per questa battaglia, hanno ricevuto l'Ordine della Bandiera rossa e l'Ordine della Stella rossa.

## Antefatti
Nel novembre 1987 la 40ª Armata avviò l'Operazione Magistral al fine di mettere in sicurezza la strada che collega Gardez a Khowst, sotto assedio, per consentire ai convogli di rifornire la città raggiungendola in sicurezza. Alcune ricognizioni aeree identificarono capisaldi ribelli lungo tutta la strada equipaggiati con BM-21, mortai, cannoni senza rinculo e mitragliatrici pesanti. Uno dei punti che permetteva di avete il controllo di una notevole area era un rilievo senza nome rinominato Collina 3234 a causa della sua altezza di 3 234 m. Il reparto destinato a catturare e mantenere questa posizione era la 9ª Compagnia del 345º Reggimento Indipendente Guardie Aviotrasportate.

## Battaglia
Il 7 gennaio 1988 i 39 membri della 9ª Compagnia vennero elitrasportati sulla collina e iniziarono a costruire fortificazioni e a mettere in sicurezza l'ambiente dell'operazione; intorno alle 15:00 le posizioni da poco occupate vennero fatte bersaglio di colpi di mortaio sparati dai Mujaheddin, a cui i sovietici risposero con fuoco di artiglieria. Durante il bombardamento si registrò la prima vittima sovietica, l'operatore radio caporale Andrey Alexandrovich Fedotov. Alle 15:30 venne respinto un primo attacco, seguito da un secondo alle 16:30 dallo stesso esito; i due attacchi causarono 2 morti nella 9ª Compagnia e circa 15 morti e 30 feriti tra i Mujaheddin. Intorno alle 23:10, durante un attacco notturno lanciato da tre direzioni, i ribelli riuscirono a penetrare nelle postazioni sovietiche ma vennero respinti. L'ultimo attacco venne lanciato alle 3 dell'8 gennaio; quando i difensori erano ormai a corto di munizioni vennero raggiunti da un plotone in ricognizione che permise ai sovietici rimasti di lanciare un contrattacco che causò la ritirata dei Mujaheddin.
Durante tutta la battaglia la compagnia poté contare sul supporto dell'artiglieria, fornito da obici D-30 e da 2S3 Akatsiya, coordinato dal tenente Ivan Pavlovich Babenko.
Nel complesso la 9ª Compagnia respinse 12 attacchi nel giro di 12 ore, di cui 9 concentrati tra le 20 e le 3; tra i difensori si registrarono 6 morti e 28 feriti, di cui 9 in maniera grave. Le perdite esatte subite dai Mujaheddin sono sconosciute: è stimato che alla battaglia abbiano partecipato tra 200 e 300 ribelli e che di questi almeno 200 siano stati uccisi o feriti.
Da alcune ispezioni sui corpi di ribelli uccisi e dalle loro uniformi nere a strisce rosse e bianche emerse che quella che era stata respinta era una forza organizzata di ribelli addestrati in Pakistan; la presenza sul campo di battaglia di mercenari pakistani è altresì stata ipotizzata.

## Membri della 9ª Compagnia
Due dei soldati caduti, il sergente giovane Vjačeslav Aleksandrovič Aleksandrov e il soldato Andrej Aleksandrovič Mel'nikov, sono stati decorati con l'Eroe dell'Unione Sovietica. In seguito, tutti i paracadutisti sopravvissuti hanno ricevuto l'Ordine della Bandiera rossa e l'Ordine della Stella rossa.

### Ufficiali e sottufficiali
1. Tenente anziano Sergey Borisovich Tkachyov, vicecomandante della 9ª Compagnia
2. Tenente anziano Viktor Yuryevich Gagarin, comandante del 1º Plotone
3. Tenente anziano Ivan Pavlovich Babenko, comandante della squadra di osservazione dell'artiglieria
4. Tenente anziano Sergey Vladimirovich Rozhkov, comandante del 2º Plotone
5. Tenente anziano Vitaly Vasilyevich Motruk, vicecomandante della 9ª Compagnia
6. Praporščik Vasily Kozlov, sottufficiale della 9ª Compagnia

### Soldati e sergenti
1. Sergente giovane Vjačeslav Aleksandrovič Aleksandrov, comandante mitragliere di una squadra di mitragliatrici. Fu ucciso durante il primo attacco mentre era intento a coprire gli uomini del 1º Plotone
2. Soldato Andrej Aleksandrovič Mel'nikov, mitragliere ucciso in combattimento
3. Soldato Sergey Bobko, infermiere della 9ª Compagnia
4. Sergente Sergey Borisov, fuciliere ferito in combattimento
5. Soldato Vladimir Borisov, ferito in combattimento
6. Sergente anziano Vladimir Verigin
7. Soldato Andrey Dyomin
8. Soldato Rustam Karimov
9. Soldato Arkadiy Kopyrin, fuciliere di una squadra di mitragliatrici NSV della 9ª Compagnia
10. Sergente giovane Vladimir Olegovich Kriptoshenko, fuciliere ucciso da una granata
11. Soldato Anatoly Yuryevich Kuznezov, fuciliere ucciso in combattimento
12. Soldato Andrey Kuznezov
13. Soldato Sergey Korovin
14. Soldato Sergey Lash
15. Soldato Zurab Menteshashvili, fuciliere
16. Soldato Nurmatdzhon Nimanovich Muradov, cecchino
17. Soldato Andrey Medvedev, osservatore d'artiglieria
18. Soldato Nikolay Ognev, fuciliere ferito in combattimento
19. Soldato Sergey Ob'edkov, fuciliere di una squadra di mitragliatrici NSV della 9ª Compagnia
20. Soldato Viktor Predelsky
21. Soldato Sergey Puzhaev
22. Soldato Yuri Salamaha
23. Soldato Yuri Safronov
24. Soldato Nikolay Suhoguzov
25. Soldato Igor Tichonenko, fuciliere
26. Soldato Pavel Trutnev, ferito in combattimento
27. Soldato Vladimir Shchigolev, fuciliere
28. Caporale Andrey Alexandrovich Fedotov, operatore radio della squadra di osservazione dell'artiglieria, ucciso durante il bombardamento iniziale da razzo RPG-7 mentre si trovava su un albero. La sua stazione radio distrutta è tutt'oggi conservata nel Museo Centrale delle Forze Armate a Mosca.
29. Soldato Andrey Fedorenko
30. Soldato Nikolay Fadin
31. Sergente giovane Andrey Nikolaevich Zvetkov, mitragliere ucciso in combattimento
32. Soldato Evgeny Yazuk
33. Soldato Ruslan Bezborodov

## Nella cultura di massa
- Il film russo del 2005 9ª Compagnia (9 рота) è incentrato sui fatti della battaglia della Collina 3234.
- La canzone Hill 3234 della band power metal svedese Sabaton, contenuta nell'album The Last Stand, racconta della battaglia dal punto di vista sovietico.[4]